# Mathieu Defline
Mathieu Defline is een Frans directeur en stripauteur. Tussen 2006 en 2016 werkte hij bij Culturespaces, een organisatie die historische monumenten in Frankrijk beheert.  Van 2006 tot en met 2011 was Defline directeur van het Romeins theater van Orange en het bijbehorende museum. Tussen 2012 en 2016 was Defline directeur van het Château des Baux de Provence. 
Vanaf 2016 werkt Defline niet meer voor Culturespaces en werd hij directeur van Domaine de Violaine.
In 2010 schreef Defline de teksten over Orange voor het album Orange Vaison-La-Romaine in de educatieve reeks De reizen van Alex. Dit album werd niet vertaald naar het Nederlands. 
- Virtual International Authority File: 953159233926903370398